# Эргашев, Рузи Саманович
Рузи Саманович Эргашев — советский хозяйственный, государственный и политический деятель.

## Биография
Родился в 1933 году. Член КПСС.
С 1954 года — на хозяйственной, общественной и политической работе. В 1954—1987 гг. — агроном колхоза им. XXII партсъезда Сариасийского района, главный агроном, директор МТС, начальник районной сельхозэкспедиции, председатель колхоза, секретарь, первый секретарь Сариасийского райкома партии, завсельхозотделом, секретарь Сурхандарьинского обкома партии, первый секретарь Ленинюльского райкома партии, председатель Сурхандарьинского облисполкома
Избирался депутатом Верховного Совета Узбекской ССР 10-го и 11-го созывов.
Делегат XXVII съезда КПСС.
Живёт в Узбекистане.